# Maomao
Maomao (猫猫?) es un personaje ficticio y protagonista de la serie de novelas ligeras japonesa Los diarios de la boticaria, escrita por Natsu Hyūga Ambientada en un país ficticio basado en la China Imperial durante la dinastía Tang, Maomao es una joven que trabaja como boticaria en un barrio rojo, quien fue secuestrada y vendida al Palacio Imperial como sirvienta. Conserva su personalidad curiosa y excéntrica y planea trabajar allí hasta que terminen sus dos años de servidumbre. Tras enterarse de que los recién nacidos y las concubinas del emperador están gravemente enfermos, comienza a investigar la causa. Valiéndose de su experiencia como boticaria, resuelve con éxito el misterio de su enfermedad. Aunque pretendía permanecer en el anonimato, sus acciones llaman la atención de Jinshi, un influyente eunuco. Entonces, se encarga de resolver misterios para la corte real.
El personaje fue creado por Hyūga para que se percibiera como una persona fuerte y poco a poco más comprensiva gracias a sus constantes trabajos en el distrito y su relación con Jinshi. En la adaptación al anime, sus voces son las de Aoi Yūki en japonés, Desireé González en español latino y Estel Tort en español castellano.
El director de anime Norihiro Naganuma aborda la constante lucha de la serie por darle a la serie el desarrollo de una persona que expresa sus emociones por primera vez, en contraste con su estado más insensible del drama. El personaje fue elogiado por la crítica por su fuerte personalidad y su trabajo en el ámbito de la medicina, destacando también su sutil relación con Jinshi.

## Creación y desarrollo
Como al principio Maomao puede parecer demasiado fría, la novelista forjó su relación con Jinshi para desarrollar gradualmente su personalidad. Yūki comentó que Maomao no parece mostrar un desarrollo notable en el anime debido a su tendencia a observar a los demás y luego a relajarse. Para hacer de Maomao un personaje más capaz, la novelista Natsu Hyūga explicó que creó al hábil pero imperfecto Doctoro Guen, quien sería eclipsado por Maomao.
Maomao tiene la voz de Aoi Yūki en el drama CD y las adaptaciones de anime, y de Desireé González en español latino y Estel Tort en español castellano del anime.
Se eligió a Yuki para seguir la visión del mundo del drama CD, ya consolidado, pero el método de expresión y el enfoque de la historia son diferentes a los del drama CD, por lo que Yuki tuvo que adoptar un nuevo enfoque. Respecto al papel de Maomao en esta obra, Yuki comentó: "La imagen es tierna, así que la equilibro quitándole un poco de dulzura". Naganuma comentó sobre la actuación de Yuki: "Yuki tiene un alto nivel de comprensión y adaptabilidad a la historia. Si se trata de un anime, se adaptará perfectamente al nuevo enfoque. Creo que su respuesta a la dirección es excepcional". Yūki describe su trabajo como un harén, pero le sorprendió el trabajo de Takahiro Sakurai como Jinshi. Lo agradeció la interpretación de Maomao, ya que afirma que su dinámica es divertida y, al mismo tiempo, cercana.
El director de anime, Norihiro Naganuma, comentó que Maomao muestra un notable crecimiento como persona en la primera temporada al expresar su trauma en los episodios finales al hablar con Jinshi sobre él. Aun así, el director señaló que Maomao no comprende el amor, uno de los temas principales de la historia. A diferencia del anime, Naganuma señaló que Maomao se interpreta con menos emociones en el drama CD. A diferencia de las novelas, la adaptación de Naganuma introdujo varios cambios para centrar la trama en la perspectiva de Maomao, eclipsando en ocasiones los acontecimientos principales. Para el tema de apertura del anime, "Be a Flower", de Ryokuoushoku Shakai, el equipo del anime sugirió el amor propio como tema para la letra, y Haruko Nagaya la compuso con este tema, conectándolo con Maomao, la protagonista de Los diarios de la Boticaria, a quien describió como lo opuesto a una protagonista típica.

## Apariciones
La hija de aspecto sencillo de un boticario, residente en las afueras de la ciudad, presta sus servicios a un burdel de la capital y a sus cortesanas. Tras ser secuestrada por bandidos que la venden al Palacio Imperial, se ve involucrada accidentalmente en las intrigas palaciegas, utilizando sus conocimientos de venenos, medicinas, plantas y química básica para convertirse en patóloga forense no oficial, además de dama de compañía y catadora de venenos para una de las concubinas del Emperador. Aunque Jinshi está enamorado de ella, ella no le corresponde en absoluto; a menudo lo mira con disgusto, resentida por su forma de involucrarla en las intrigas palaciegas. En cambio, prefiere dedicar su tiempo a probar diferentes venenos y medicinas en sí misma. Aun así, a menudo lo ayuda a resolver cualquier misterio que le descubra. A lo largo de la serie, Maomao conoce a su madre, quien padece sífilis, y las medicinas de Luomen son su único tratamiento. El verdadero padre de Maomao es el alto oficial militar Lakan. Maomao reta a Lakan a una partida de ajedrez chino; si gana, ella vivirá con él, para sorpresa de Jinshi; pero si pierde, él compra a una cortesana anciana del Rokushoukan. El padre, derrotado, interpreta la rosa azul marchita como un mensaje de Maomao y elige a Fengxian, dispuesto a pagar cualquier precio.
A medida que Maomao pasa más tiempo en palacio, el emperador lleva a Jinshi y a Maomao al santuario para realizar la prueba una vez más. Tras una serie de pruebas con el anterior emperador, Maomao sigue preguntándose por Jinshi, ya que esta vez ya no lo ve como "solo el eunuco favorito del emperador". Cuando Jinshi lleva a Maomao de caza a la provincia del norte, ambos son atacados por un asesino desconocido. Al escapar, Maomao toca accidentalmente la entrepierna de Jinshi, descubriendo que no es un eunuco. Maomao reflexiona sobre las preguntas sin respuesta de los sucesos del día y sospecha de la participación de los enviados extranjeros; y la razón por la que tarda en comprender los sentimientos ajenos.
Shenlü amenaza a Maomao con agredir a Shisui si no se va del palacio trasero, provocándola además con la fórmula de la medicina de la resurrección. Suirei lleva a Maomao y Shisui en barco a una remota aldea de aguas termales. En el camino, mientras Maomao desenmascara a Shisui tras proteger a Suirei de una serpiente que arrojó, descubre que son hermanas y deduce cómo habían estado en contacto en el palacio trasero. Suirei, a cambio, revela que sabe que Lakan es su padre, y Maomao cree que la utilizaron como herramienta en su contra.
Además de varias adaptaciones basadas en "Los diarios del boticaria", Maomao ha aparecido junto a Jinshi en una serie de cortos animados con gags.